# Pseudosphenoptera boyi
Pseudosphenoptera boyi là một loài bướm đêm thuộc phân họ Arctiinae, họ Erebidae.